# Кортни Мари Ендруз
Кортни Мари Ендруз (енгл. Courtney Marie Andrews; Финикс, 7. новембар 1990) америчка је кантауторка из Финикса. Први студијски албум под називом Honest Life, Кортни је објавила 2016. године. У периоду од 2010. до 2011. године била је помоћни члан бенда Jimmy Eat World, појавивши се на њиховом албуму Invented из 2010. године, као вокалисткиња и клавијатурискиња током турнеја бенда.

## Живот и каријера

### Младост и почеци бављења музиком
Кортни је почела да свира гитару када је имала између тринаест и четрнаест, а почела да наступа када је имала петнаест година. У септембру 2009. године, Џим Адкинс из бенда Jimmy Eat World заједно са Кортни је снимио песму You and I. Године 2010. Кортни је отпевала позадинске вокале за бенд Jimmy Eat World на пет песама, за њихов албум Invented. Након тога придружила се бенду на позориници како би наступили током промоције албума и турнеја током 2010. и 2011. године, делујући као њихов клавијатуриста и пратећи вокал. Године 2011. Кортни се преселила у Сијетл и тамо свирала елетричну гитару са музичарем Дејмијеном Јурадом. 

### Професионална каријера
У периоду док је Кортни живела у Белгији, свирала је гитару и певала са белгијским музичарем Миловом и снимила песма за албум Honest Life. Песме на албуму описију њен живот, причу о првим проблемима, жељи да се негде уклопи и жељи да се врати кући људима које познаје и воли. Албум је у потпуности продуцирала Кортни у студију у Сијетлу, са аудио инжењером Фјојдом Ресмом. Honest Life објављен је 19. августа 2016. године у Северној Америци од стране издавачке куће Mama Bird Recording, а у Великој Британији и Европи објављен је 20. јануара 2017. године од стране издавачке куће Loose records. Музички критикари су углавном позитивно оценили албум, амерички часопис Ролинг стоун уврстио је Honest Life у 40 најбољих албума у Сједињеним Државама 2016. године, а Кортни је уврстио међу десет нових уметника у Сједињеним Државама за које мора да се зна.
Интернет медиј Stereogum похвалио је Кортни за текстове песама и упоредио је са Џони Мичел, уједно и њен албум Honest Life прогласио 6. најбољим албумом 2016. године. Кортнијин сингл Rookie Dreaming нашао се на музичкој листи Heavy Rotation. Након објављивања албума у Великој Британији и другим државама Европе, Honest Life је био на првом месту британске музичке листе „Американа” и први на листи Independent Album Breakers. Добио је рецензију са пет звездица од стране Дејли телеграфа, који је албум назвао „апсолутно савршеним”. Четири звездице албум је добио од МОЈО-а, као и од магазина „Q”. Дана 11. априла, Кортни је извела песме Table For One и Honest Life у музичкој телевизијској емисији Later... with Jools Holland.
May Your Kindness Remain, шести студијски албум Кортни објављен је 23. марта 2018. године у Уједињеном Краљевству и другим државама Европе од стране издаваче куће Loose records, а у осталим државама од стране издавачких кућа Fat Possum Records и Mama Bird Recording. Албум је продуцирао Макро Ховард, а он је сниман осам дана у изнамљеној кући у Лос Анђелесу. Поред Кортни на вокалу и гитари, на албуму су гостовали Дилн Варнек (електрична гитара), Данијел Валтер (оргуље, хармоника), Чарлс Викландер (клавир), Вилијам Мап (бубњеви, перкусије), Алек Сабел (бас) и Ц.Ц Вајт (позадински вокали). Албум је добио углавном позитивне критике од стране часописа Ролинг Стоун, као и многих других, укључујући Пејст магазин који је похвалио гласовне способности Кортни. Интернет медиј Stereogum описао је албум Кортни као „топао и диван, потпуно формирано дело”. Након објављивања у Европи, албум May Your Kindness Remain нашао се на првом месту музичке листе „Американа” у априлу 2018. године, као и на првом месту листе UK Americana Albums, на петом месту листе UK Independent Albums, а награђен је са пет звездица од стране новина Дејли телеграф, који је албум назвао „апсолутно савршеним драгуљем албума”. Албум се нашао на деветнаестој позицији албума у Шведској, а добио је позитивне критике у Сједињеним Америчким Државама након што је био на дванестој позицији америчке листе најбољих албума, као и на четрнаестој позицији америчких народних албума. Кортни је након тога у фебруару 2018. године добила награду „Међународни уметник године” за албум .
Дана 31. марта 2018. Кортни је гостовала на националној телевизији Си-Би-Ес, где је извела песме May Your Kindness Remain, Kindness of Strangers и Two Cold Nights in Buffalo. У мају 2018. године Кортни је номинована за награду „Уметника у успону” од стране Америчке музичке асоцијације у Сједињеним Државама. Кортни је касније наступала на церемонији доделе Американа награда, 13. септембра 2018. године у Нешвилу. У јуну 2018. године, часопис Ролинг Стоун је албум May Your Kindness Remain уврстио међу 25 најбољих кантри и америчких албума у 2018. години.У Уједињеном Краљевству, британски дневни лист Гардијан уврстио је албум Кортни међу 25 најбољих албума 2018. године.

## Дискографија
Албуми
| Година | Назив                    | Издавачка кућа | Број                    |
| 2010   | No One's Slate Is Clean  |                | 1645                    |
| 2013   | On My Page               |                | 1646, VJ236             |
| 2016   | Honest Life              |                | MB013, VJ228            |
| 2018   | May Your Kindness Remain |Fat Possum/Mama Bird/Loose     | FP1651-1, 1651-2, VJ240 |

Синглови
| Година | Назив                        | Издавачка кућа | Број                     |
| 2016   | How Quickly Your Heart Mends |                | VJS59                    |
| 2017   | Sea Town/Near You            |                | VJS80, MB017-7, FP1641-7 |

Спотови
| Year | Title                 |
| 2017 | Put The Fire Out      |
| 2017 | Took You Up           |
| 2017 | Irene                 |
| 2018 | Kindness of Strangers |
| 2018 | Heart and Mind        |

## Награде и номинације
| Година | Организација                            | Категорија                 | Номинација         | Резултат   |
| ------ | --------------------------------------- | -------------------------- | ------------------ | ---------- |
| 2018   | Награде Американа Уједињеног Краљевства | Међународни уметник године | Кортни Мари Ендруз | Освојено   |
| 2018   | Американа музичке награде               | Уметник године у успону    | Кортни Мари Ендруз | Номинација |